# Orczifalvi István
Orczifalvi István, született: Orcifalvi István Péter, névváltozatok: Lovas, Reiter (Budapest, 1914. január 25. – Budapest, 2001. február 6.) asztaliteniszező, labdarúgó, csatár, labdarúgóedző, polgári foglalkozása üzemi tisztviselő.

## Családja
Szülei Orcifalvi Miklós és Bogya Anna. 1939. május 14-én Budapesten feleségül vette Barta Máriát.

## Pályafutása

### Asztaliteniszezőként
1928 és 1933 között a BSE asztaliteniszezője volt Lovas István néven. 1931-ben csapatbajnok lett, 1930-ban és 1932-ben második helyezést ért el a csapattal.

### Labdarúgóként
1934 és 1943 között az Elektromos FC labdarúgója Orczifalvi István néven. 1935-ben tagja volt a budapesti főiskolai labdarúgó-világbajnokságon első helyezett csapatnak.

### Labdarúgóedzőként
1946 decemberében megválasztották a magyar labdarúgó edzőtestület alelnökének.

## Sikerei, díjai

### Asztaliteniszezőként
- Magyar bajnokság (csapat)
  - bajnok: 1931
  - 2.: 1930, 1932

### Labdarúgóként
- Magyar bajnokság
  - 5.: 1937–38
- Főiskolai világbajnokság
  - világbajnok: 1935, Budapest